# Dipartimento di General Donovan
General Donovan è un dipartimento argentino, situato nella parte centro-orientale della provincia del Chaco, con capoluogo Makallé.

## Geografia fisica
Esso confina con i dipartimenti di Sargento Cabral, Primero de Mayo, Libertad, Tapenagá e Presidencia de la Plaza.

## Società

### Evoluzione demografica
Secondo il censimento del 2001, su un territorio di 1.487 km², la popolazione ammontava a 13.385 abitanti, con un aumento demografico del 16,84% rispetto al censimento del 1991.

## Amministrazione
Nel 2001 il dipartimento comprendeva i seguenti comuni (municipios in spagnolo):
- La Escondida
- La Verde
- Lapachito
- Makallé